# Massif de Tanneron

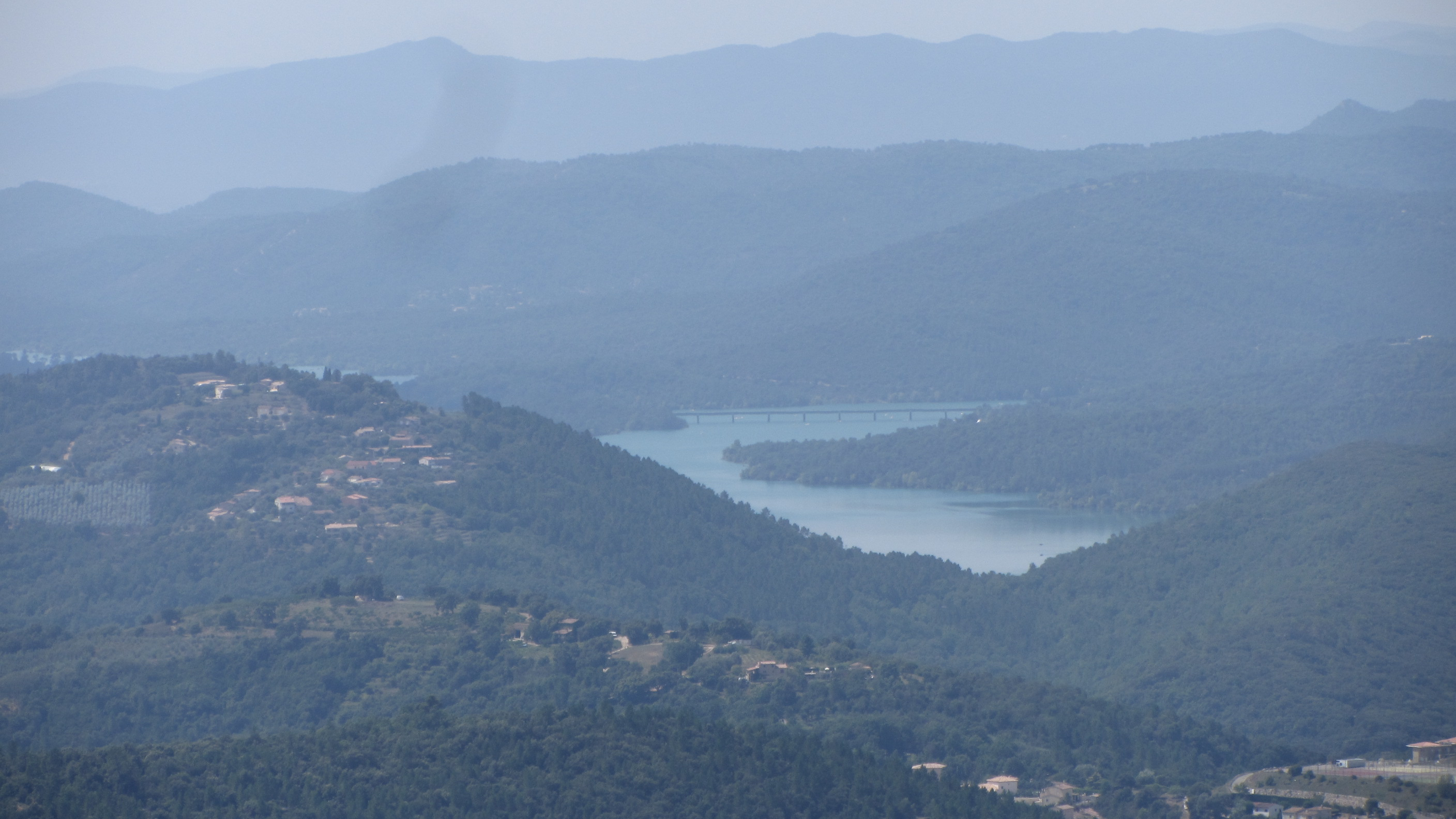
Tanneronmassiv von Cabris aus

Das Massif de Tanneron (auch: Massif du Tanneron, deutsch: Tannerongebirge oder Tanneronmassiv) ist ein südfranzösischer Gebirgszug in den Départements Var und Alpes-Maritimes. Das relativ kleine, dünnbesiedelte Massiv liegt nördlich des Massif de l’Esterel im Hinterland der Côte d’Azur. Zentraler Ort des Gebirges ist Tanneron.
Das Tannerongebirge wird im Westen von den Gorges de Pennafort bei Draguignan begrenzt und zieht sich im Osten bis Vallauris. Geologisch ist das Tannerongebirge die nordöstliche Fortsetzung des Massif des Maures und gehört zu den ältesten geologischen Formationen der Provence.
Die drei Gebirgszüge der Mauren (mit den Îles d’Hyères), des Esterel und des Tanneron bedecken zusammen eine Fläche von 1600 km², die als kristalline (auch variszische oder herzynische) Provence bezeichnet wird und über 100 km vom Cap Sicié bei Toulon im Südwesten bis Vallauris im Nordosten sowie bis zu 30 km von der Küste ins Landesinnere reicht.